# Wet (песня Snoop Dogg)
«Wet» — официальный сингл с одиннадцатого студийного студийного альбома хип-хоп исполнителя Snoop Dogg «Doggumentary». Оригинальная версия была спродюсирована дуэтом «The Cataracs». Песня достигла 40-го места в чарте «Hot R&B/Hip-Hop Songs», 18-го места в чарте «Hot Rap Songs» и 13-го места в чарте «Bubbling Under Hot 100 Singles». Ремикс песни под названием «Sweat» был выпущен 4 марта 2011 года французским диджеем Давидом Гетта.

## Предыстория
Песня была написана Snoop Dogg вместе с «The Cataracs», которые продюсировали песню. Snoop Dogg специально записал песню для мальчишника Уильяма, принца Уэльского по просьбе королевской семьи Великобритании и Королевства Содружества. Песню называют песню продолжением песни «Sexual Eruption». «The Cataracs» также были продюсерами сингла «Like a G6». Snoop рассказал: «Когда я услышал, что [британская] королевская семья хочет, чтобы я выступил в честь брака принца Уильяма, я понял, что должен дать им кое-что. «Wet» — идеальный гимн для принца Уильяма или любой игры, чтобы заставить клуб курить». Премьера песни состоялась 30 ноября на сайте Snoop SnoopDogg.com ровно в 16:20 по тихоокеанскому времени. Официальный ремикс при участии Джима Джонса и Shawty Lo был выпущен 8 февраля 2011 года в рамках розыгрыша Puff Puff Pass Tuesdays.

## Ремикс Давида Гетта
Второй официальный ремикс создан французским диджеем Давидом Гетта. Эта версия называется «Sweat» и была выпущена 4 марта 2011 года. Ремикс интерполирует песню Феликса «Don’t You Want Me». Даб-ремикс, продюсированный Гетта и Afrojack, был выпущен 13 мая 2011 года.

## Выступление в чартах
В Великобритании «Sweat» дебютировала на 16-м месте в чарте «UK Singles Chart», прежде чем попасть в десятку лучших чартов спустя две недели и в конечном итоге достиг четвёртого места. Песня также занимала первое место в Бельгии в течение трёх недель подряд. В других местах «Wet» также вошла в первую десятку чартов в Финляндии, Германии и Ирландии. 14 марта 2011 года «Sweat» заняла 60-е место в чарте «ARIA Singles Chart», а на следующей неделе она поднялась с 51-го места на девятое. Три недели спустя она занимала первое место в течение недели, став третьим синглом Snoop, занявшим первое место в Австралии. С тех пор она была четыре раза получила платиновый статус с объемом продаж более 280 000.

## Музыкальное видео
Видео было снято в казино Palms в Лас-Вегасе. На видео показаны сцены, в том числе со Snoop, лежащим рядом с несколькими женщинами и идущим по коридору с большим количеством женщин, танцующих вокруг него. Премьера состоялась 5 января 2011 года на аккаунте Snoop Dogg в Vevo. Две отредактированные версии видео были выпущены для «Sweat», одна из них содержит дополнительные сцены с участием самого Гетта.

## Список композиций
- "Wet" digital download[10]

1. "Wet" – 3:47

- "Sweat" digital download[11]

1. "Sweat" (David Guetta Remix) – 3:15

- Digital download E.P.[12]

1. "Sweat" (David Guetta Remix) – 3:15
2. "Sweat" (David Guetta Extended Remix) – 5:43
3. "Sweat" (David Guetta & Afrojack Dub Remix) - 7:30
4. "Wet" (David Guetta Extended Remix) – 5:42

- German CD single[13]

1. "Sweat" (David Guetta Remix) – 3:15
2. "Wet" (David Guetta Remix) – 3:16

## Участники записи

### Sweat
- Авторы – Келвин Бродус, Дэвид Сингер-Вайн, Найлз Холловел-Дхар, Давид Гетта, Джорджио Туинфорт, Фредерик Ристерер, Дерек Дженкинс, Чери Уильямс, Дуэйн Ричардсон, Кассио Уэр
- Запись вокала – Шон Лавон
- Продюсеры – Давид Гетта, Джорджио Туинфорт, Фредерик Ристерер
- Запись – Брайан «Big Bass» Гарднер

Источник:

## Чарты
| Чарт (2010–11)                                | Высшая позиция |
| --------------------------------------------- | -------------- |
| Австралия (ARIA)                              | 1              |
| Австрия (Ö3 Austria Top 40)                   | 1              |
| Бельгия/Фландрия (Ultratop 50)                | 2              |
| Бельгия/Валлония (Ultratop 50)                | 1              |
| Brazil (Billboard Hot 100 Airplay)            | 24             |
| Brazil (Billboard Hot Pop & Popular)          | 6              |
| Канада (Billboard Canadian Hot 100)           | 25             |
| СНГ (TopHit Airplay)                          | 1              |
| Чехия (Rádio — Top 100)                       | 2              |
| Дания (Tracklisten)                           | 10             |
| Финляндия (Suomen virallinen lista)           | 3              |
| Франция (SNEP)                                | 1              |
| Германия (GfK)                                | 2              |
| Greece Digital Songs (Billboard)              | 6              |
| Венгрия (Rádiós Top 40)                       | 6              |
| Ирландия (IRMA)                               | 3              |
| Израиль (Media Forest)                        | 7              |
| Италия (FIMI)                                 | 15             |
| Luxembourg Digital Songs (Billboard)          | 1              |
| Новая Зеландия (Recorded Music NZ)            | 5              |
| Нидерланды (Dutch Top 40)                     | 5              |
| Нидерланды (Single Top 100)                   | 6              |
| Норвегия (VG-lista)                           | 10             |
| Romania (Romanian Top 100)                    | 4              |
| Poland (Dance Top 50)                         | 6              |
| Россия (TopHit)                               | 1              |
| Шотландия (OCC Scotland)                      | 6              |
| Словакия (Rádio — Top 100)                    | 2              |
| Испания (PROMUSICAE)                          | 17             |
| Spain Airplay (PROMUSICAE)                    | 15             |
| Швейцария (Schweizer Hitparade)               | 2              |
| Швеция (Sverigetopplistan)                    | 9              |
| Великобритания (OCC UK Dance)                 | 2              |
| Великобритания (OCC UK Singles)               | 4              |
| US Bubbling Under Hot 100 Singles (Billboard) | 13             |
| US R&B/Hip-Hop Songs (Billboard)              | 40             |
| US Rap Songs (Billboard)                      | 18             |
| US Hot Dance Club Songs (Billboard)           | 4              |

| Чарт (2011)                       | Позиция |
| --------------------------------- | ------- |
| Australia (ARIA)                  | 13      |
| Austria (Ö3 Austria Top 40)       | 3       |
| Canada (Canadian Hot 100)         | 99      |
| CIS (TopHit)                      | 6       |
| Denmark (Tracklisten)             | 45      |
| France (SNEP)                     | 10      |
| Germany (Official German Charts)  | 7       |
| Greece (IFPI Greece)              | 92      |
| Hungary (Rádiós Top 40)           | 31      |
| New Zealand (Recorded Music NZ)   | 35      |
| Poland (Dance Top 50)             | 12      |
| Romania (Romanian Top 100)        | 32      |
| Russia Airplay (TopHit)           | 3       |
| Spain (PROMUSICAE)                | 50      |
| Switzerland (Schweizer Hitparade) | 11      |
| UK Singles (OCC)                  | 19      |

## Сертификации
| Регион | Сертификация  | Продажи  |
| --- | ------------- | -------- |
| Австралия (ARIA) | 4× Платиновый | 280 000^ |
| Австрия (IFPI Austria) | Платиновый    | 30 000*  |
| Бельгия (BEA) | Золотой       | 15 000*  |
| Дания (IFPI Danmark) | Золотой       | 15 000^  |
| Финляндия (Musiikkituottajat) | Золотой       | 5,075    |
| Германия (BVMI) | 3× Золотой    | 450 000  |
| Италия (FIMI) | Платиновый    | 30 000*  |
| Новая Зеландия (RMNZ) | Платиновый    | 15 000*  |
| Швеция (GLF) | Платиновый    | 40 000   |
| Швейцария (IFPI Switzerland) | Платиновый    | 30 000^  |
| Великобритания (BPI) | Платиновый    | 600 000^ |
| Стриминг |               |          |
| Дания (IFPI Danmark) | Золотой       | 50 000   |
| * Данные о продажах приведены только на основе сертификации. · ^ Данные о тиражах приведены только на основе сертификации. · Данные о продажах + прослушиваниях приведены только на основе сертификации. · Данные только о прослушиваниях приведены на основе сертификации. |               |          |

## История релиза
| Страна         | Дата                | Тип                                |
| -------------- | ------------------- | ---------------------------------- |
| США            | 11 января 2011 года | Ротация на ритмичных радиостанциях |
| Великобритания | 4 марта 2011        | Цифровая дистрибуция               |
| Германия       | 1 апреля 2011 года  | CD-сингл                           |